# 离子芥属
离子芥属（学名：Chorispora）是十字花科下的一个属，为一年生或多年生草本植物。该属共有约10种，主要产自亚洲及欧洲东南部。